# Traumpfade (Wanderwege)

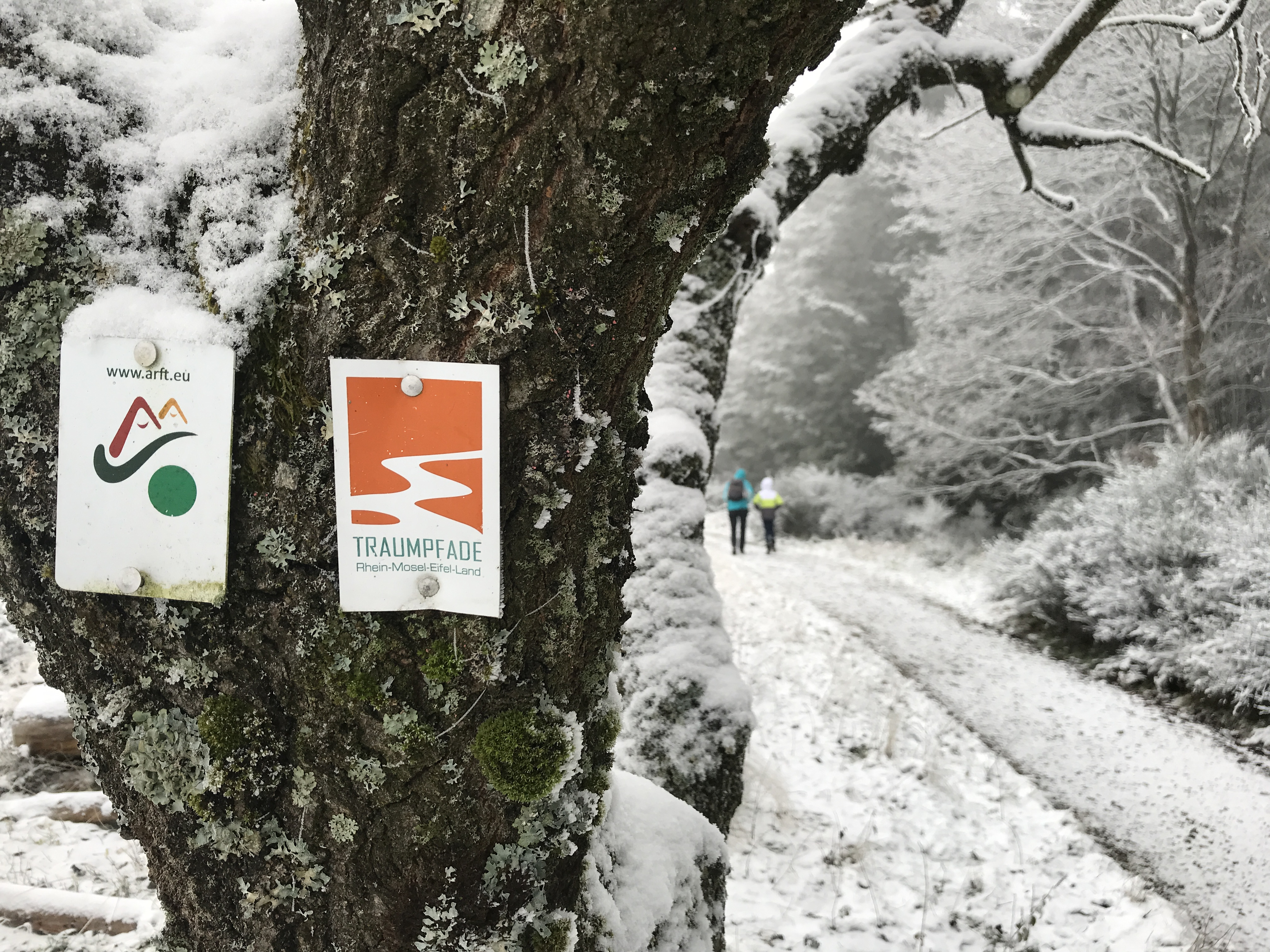
Bergheidenweg von Traumpfade

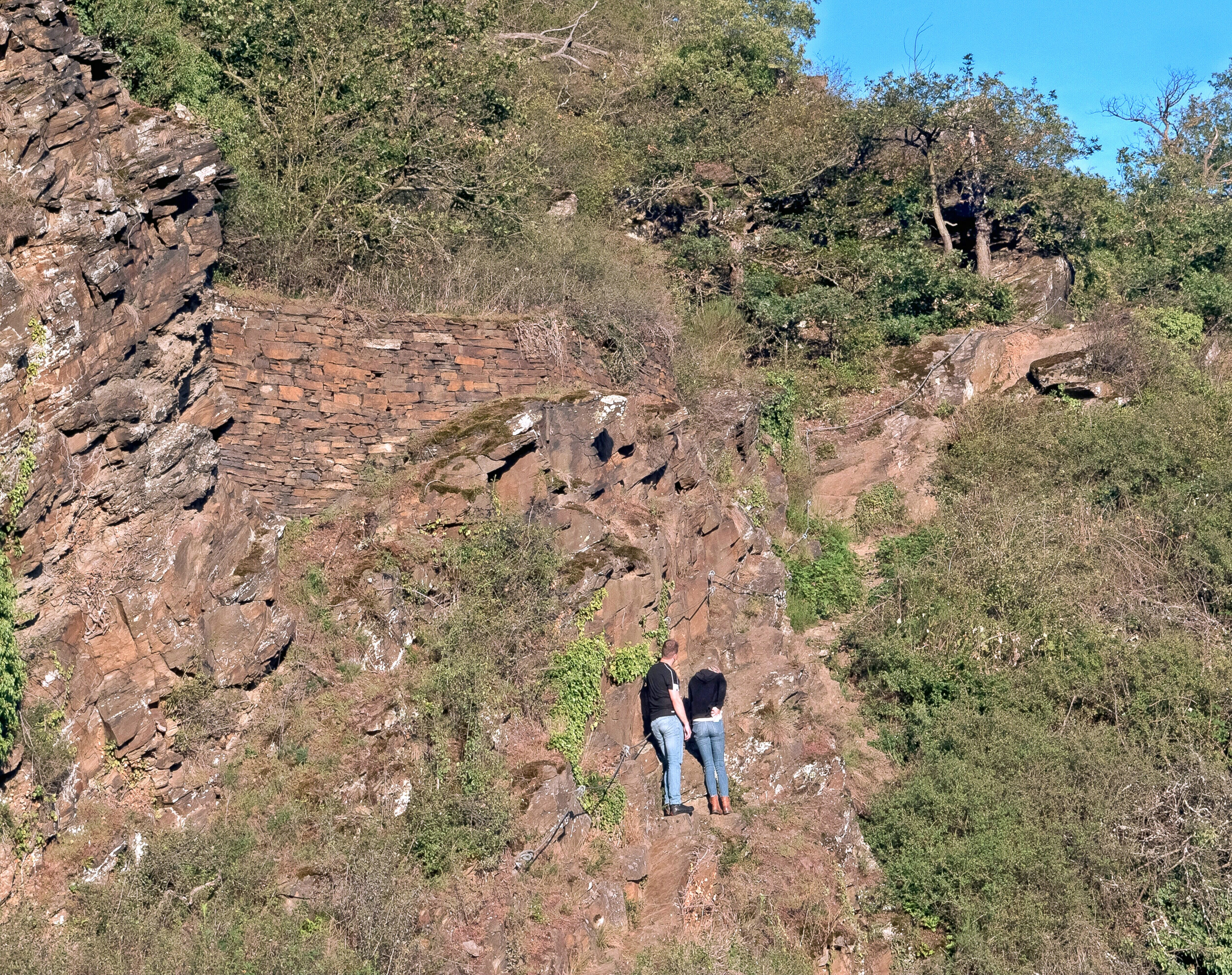
Kletterpassage im Traumpfad „Hatzenporter Laysteig“

Bei den Traumpfaden handelt es sich um insgesamt 26 Rundwanderwege im Landkreis Mayen-Koblenz. Auf einer Länge zwischen 6 und 19 km verlaufen sie zumeist auf Naturwegen und Pfaden. Die Traumpfade sind in der Eifel geprägt von Wald- und Vulkanlandschaften, an Rhein und Mosel bestimmen Weinberge, Steilhänge und Weitblicke über die Flussläufe das Landschaftsbild. Alle Wege sind durchgängig so markiert, dass sie ohne Wanderkarte begangen werden können. Sie eignen sich für Tages- und Halbtageswanderungen und binden gezielt Ortschaften und Städte wie Koblenz, Andernach, Mayen, Bendorf, Sayn und Rhens an.
Die 26 Rundwanderwege sind allesamt als Prädikatswanderwege mit dem Wandersiegel des Deutschen Wanderinstituts ausgezeichnet. Die Traumpfade Virne-Burgweg (2008) und Monrealer Ritterschlag (2011) in der Eifel sowie die Traumpfade Eltzer Burgpanorama (2013) und Pyrmonter Felsensteig (2015) an der Mosel wurden in der Kategorie „Touren“ zu „Deutschlands schönstem Wanderweg“ gekürt.
2017 wurden die Traumpfade durch sechs Premium-Spazierwanderwege, die Traumpfädchen ergänzt. Es handelt sich um Kurztouren zwischen 3 und 7 km.